# Oblong (Illinois)
Oblong est un village du comté de Crawford dans l'Illinois, aux États-Unis,. Il est incorporé le 15 juin 1883.

## Démographie
Lors du recensement de 2010, le village comptait une population de 554 habitants. Elle est estimée, en 2016, à 543 habitants.

## Source de la traduction
- (en) Cet article est partiellement ou en totalité issu de l’article de Wikipédia en anglais intitulé « Oblong, Illinois » (voir la liste des auteurs).